# 蒙特塞拉特护照
蒙特塞拉特護照（英語：Montserrat Passport）是由蒙特塞拉特行政司簽發予當地定居之英国海外领土公民的護照。
虽然蒙特塞拉特是加勒比共同体的正式成員之一，然而其护照並沒有依照加勒比共同体护照標準加上組織徵章和名稱識別，同樣為有關組織的成員國卻沒有在護照上加上識別的另有海地護照和巴哈馬護照。

## 参看
- 英国护照
  - 根西護照
- 英國國民（海外）護照
- 英國海外領土公民護照
  - 直布羅陀護照
  - 百慕達護照
  - 聖海倫娜護照

## 外部連結
- 蒙特塞拉特政務司官方网站 - 部门的管理 （页面存档备份，存于）